# Distretto di Hailakandi
Il distretto di Hailakandi è un distretto dello stato dell'Assam in India. Il suo capoluogo è Hailakandi.